# Alkali
 Ikke at forveksle med Alkalinitet.
Indenfor kemi er en alkali (fra Hausa:"Alkali eller Alkalee", "dommer", arabisk: al-qaly القلي, القالي , “salturtens aske”) en basisk, ionisk salt fra et alkalimetal eller jordalkalimetal. En alkali kan også defineres som en base der opløses i vand. En opløsning af en opløselig base har pH større end 7,0. Adjektivet alkalint benyttes ofte som synonym for basisk, særligt for baser der er opløselige i vand. Denne brede brug af begrebet skyldes sandsynligvis at alkalierne var de første observerede baser der overhorldt Arrhenius' definition på en base, og de er stadig blandt de oftest sete baser.
| Kemi | Spire Denne artikel om kemi er en spire som bør udbygges. Du er velkommen til at hjælpe Wikipedia ved at udvide den. |